# Марсія Кросс
Марсія Кросс (англ. Marcia Cross, 25 березня 1962, Марлборо, Массачусетс, США) — американська актриса, відома за ролями у серіалах «Район Мелроуз» та «Відчайдушні домогосподарки». За роль домогосподарки Брі Ван де Камп була номінована на премію «Еммі» та тричі — на премію «Золотий глобус». У 2015—2018 роках грала роль президента США Клер Хаас у телесеріалі «Квантико».

## Біографія
Повне ім'я — Марсія Анна Крос (Marcia Anne Cross). Народилася 25 березня 1962 року в Мальборо, штат Массачусетс. Батько — Марк Кросс, мати — Джанет Кросс. Має двох сестер, її сестра Елен Кросс — автор і виконавець власних пісень. Чоловік — брокер Том Махоні (весілля відбулось 24 червня 2006 року), діти — близнюки Іден і Саванна (народилися в лютому 2007 року).
Марсія стверджує, що ніколи не сумнівалася у виборі майбутньої професії, з самого дитинства хотіла стати актрисою. Її дебютом стала шкільна постановка «Відьма чорного дрозда». З 18 років Кросс навчалася в школі драматичної майстерності у Нью-Йорку. У 1980-ті роки грала в декількох театральних постановках, у тому числі у виставах «Слуга двох панів» і «Дванадцята ніч». Дебютувала на телебаченні в 1984 в серіалі «На краю ночі». Має науковий ступінь з психології.
Справжню популярність акторці принесла роль схибленої лікарки Кімберлі Шоу в серіалі Аарона Спеллінга «Район Мелроуз». Спочатку продюсери серіалу запросили Марсію тільки для участі в декількох епізодах, але вона так сподобалася їм і глядачам, що незабаром стала постійною героїнею серіалу. Коли за сюжетом Кімберлі загинула в автокатастрофі, на студію прийшов шквал листів від телеглядачів з проханням повернути улюблену героїню. Що і було зроблено: продюсери вирішили повернути Кімберлі Шоу «з того світу», після чого вона протягом ще трьох сезонів дарувала телеглядачам незабутні моменти. У рейтингах героїв «Району Мелроуз» Кімберлі поступається тільки героїні актриси Гізер Локлір — Аманді Вудворд.
Остання роль Марсії Кросс — у серіалі «Відчайдушні домогосподарки» (2004—2012; 8 сезонів), де вона виконує роль героїні Брі Ван Де Камп. Після прем'єри серіалу Марсія Крос стала практично всесвітньо відомою. За роль перфекціоністка Брі Марсія отримала безліч номінацій і нагород, в тому числі «Золотий глобус» та «Еммі».
У лютому 2006 року Марсія Крос названа володаркою найкращої зачіски в США.

## Фільмографія
| Рік       |    | Українська назва                     | Оригінальна назва                                                   | Роль                                                            |
| --------- | -- | ------------------------------------ | ------------------------------------------------------------------- | --------------------------------------------------------------- |
| 2021      | с  | Ти                                   | You                                                                 | 1 епізод                                                        |
| 2019      | с  |                                      | This Close                                                          | 1 епізод                                                        |
| 2018      | ф  |                                      | Behind the Curtain of Night                                         | Бос                                                             |
| 2018      | с  |                                      | Youth & Consequences (міні-серіал)                                  | директорка Ков'ер (4 епізоди)                                   |
| 2017      | ф  |                                      | The Secret of Karma                                                 | Богиня                                                          |
| 2015—2017 | с  | Квантико                             | Quantico                                                            | президент Клер Хаас (15 епізодів)                               |
| 2016      | кф |                                      | All the Way to the Ocean                                            | оповідачка                                                      |
| 2015      | с  | Закон і порядок: Спеціальний корпус  | Law & Order: Special Victims Unit                                   | Шармейн Бреґз (1 епізод)                                        |
| 2014      | тф |                                      | Fatrick                                                             | Арлін                                                           |
| 2004—2012 | с  | Відчайдушні домогосподарки           | Desperate Housewives                                                | Брі Годж / Брі Ван Де Камп (180 епізодів)                       |
| 2011      | ф  |                                      | Bringing Up Bobby                                                   | Мері                                                            |
| 2009      | ф  |                                      | Just Peck                                                           | Черіл Пек                                                       |
| 2005      | кф |                                      | Desperate Housewives: Oprah Winfrey Is the New Neighbor (телефільм) | Брі Ван Де Камп                                                 |
| 2003—2004 | с  |                                      | Everwood                                                            | лікарка Лінда Еббот (18 епізодів)                               |
| 2003      | кф |                                      | The Wind Effect (відеофільм)                                        | Моллі                                                           |
| 2002—2003 | с  | Король Квінса                        | The King of Queens                                                  | Дебі Геллер / Дебі Росс (2 епізоди)                             |
| 2002      | в  |                                      | Bank                                                                | американська акторка                                            |
| 2002      | тф | Іствік                               | Eastwick                                                            | Джейн Споффорд                                                  |
| 2001      | тф |                                      | Bad News Mr. Swanson                                                | доктор Нолл                                                     |
| 2001      | с  | CSI: Місце злочину                   | CSI: Crime Scene Investigation                                      | Джулія Фейрмонт (1 епізод)                                      |
| 2001      | тф |                                      | Living in Fear                                                      | Ребека Хауссман                                                 |
| 2001      | с  | Міцні ліки                           | Strong Medicine                                                     | Лінда Лорен (1 епізод)                                          |
| 2000      | с  | Еллі Макбіл                          | Ally McBeal                                                         | Міра Роббінс (1 епізод)                                         |
| 2000      | с  | Спін Сіті                            | Spin City                                                           | Джоан Кальвін (1 епізод)                                        |
| 2000      | с  | Профайлер                            | Profiler                                                            | Памела Мартін (1 епізод)                                        |
| 2000      | ф  |                                      | Dancing in September                                                | Лідія Ґлісон                                                    |
| 1999      | с  | Дотик янгола                         | Touched by an Angel                                                 | Лорен Бредлі (1 епізод)                                         |
| 1999      | с  | Хлопець пізнає світ                  | Boy Meets World                                                     | Ріаннон Лоренс (3 епізоди)                                      |
| 1999      | с  | За межею можливого                   | The Outer Limits                                                    | Кетрін Вудс (1 епізод)                                          |
| 1998      | тф |                                      | Target Earth                                                        | Карен Маккеф                                                    |
| 1997      | с  |                                      | Ned and Stacey                                                      | Діана Гантлі (3 епізоди)                                        |
| 1997      | с  | Сайнфелд                             | Seinfeld                                                            | лікарка Сара Сітарідес (1 епізод)                               |
| 1997      | ф  |                                      | Always Say Goodbye                                                  | Енн Кідвелл                                                     |
| 1992—1997 | с  | Район Мелроуз                        | Melrose Place                                                       | лікарка Кімберлі Шо-Манчині / Бетсі Джонс / Ріта (114 епізодів) |
| 1996      | тф |                                      | All She Ever Wanted                                                 | Рейчел Стокмен                                                  |
| 1996      | ф  | Жіноча збоченість                    | Female Perversions                                                  | Бет Стівенс                                                     |
| 1995      | тф |                                      | Mother's Day                                                        | Деніз                                                           |
| 1995      | кф | Пульсація                            | Ripple                                                              | Елі                                                             |
| 1995      | вг |                                      | X-Men 2: Clone Wars                                                 | Джин Грей (голос)                                               |
| 1995      | с  |                                      | Burke's Law                                                         | Леслі Долен (1 епізод)                                          |
| 1994      | тф | МАНТІС                               | M.A.N.T.I.S.                                                        | Ліла Мак'еван                                                   |
| 1993      | с  |                                      | Raven                                                               | Карла Деллаторі (1 епізод)                                      |
| 1992      | с  | Голова Германа                       | Herman's Head                                                       | принцеса Джиліан (1 епізод)                                     |
| 1992      | с  | Вона написала вбивство               | Murder, She Wrote                                                   | Марсі Боумен (1 епізод)                                         |
| 1991—1992 | с  |                                      | Knots Landing                                                       | Вікторія Броярд (7 епізодів)                                    |
| 1991      | с  |                                      | Pros and Cons                                                       | Лінн (1 епізод)                                                 |
| 1991      | с  |                                      | Jake and the Fatman                                                 | Марсі Террел                                                    |
| 1990      | тф |                                      | Storm and Sorrow                                                    | Марті Хой                                                       |
| 1990      | ф  | Поганий вплив                        | Bad Influence                                                       | Рут Філдінг                                                     |
| 1990      | с  | Квантовий стрибок                    | Quantum Leap                                                        | Стефані Гейвуд (1 епізод)                                       |
| 1989      | с  |                                      | Doctor Doctor                                                       | Леслі Норт (1 епізод)                                           |
| 1989      | с  | Хто тут Бос?                         | Who's the Boss?                                                     | Келлі (1 епізод)                                                |
| 1989      | с  |                                      | Booker                                                              | Шеррі Бінфорд (1 епізод)                                        |
| 1989      | тф |                                      | Just Temporary                                                      | Емі                                                             |
| 1989      | с  | Чірс                                 | Cheers                                                              | Сюзан Гоу (1 епізод)                                            |
| 1989      | с  |                                      | It's Garry Shandling's Show.                                        | Крістін (1 епізод)                                              |
| 1987—1988 | с  | Життя одне                           | One Life to Live                                                    | Кейт Сандерс (6 епізодів)                                       |
| 1988      | с  |                                      | Almost Grown                                                        | Леслі Фолі (1 епізод)                                           |
| 1986      | тф |                                      | Pros & Cons                                                         | Лінн Ерскайн                                                    |
| 1986      | тф |                                      | George Washington II: The Forging of a Nation                       | Енн Бінг'ем                                                     |
| 1986      | с  | Казки з темного боку                 | Tales from the Darkside                                             | Марі Олкот (1 епізод)                                           |
| 1986      | тф | Останні дні Френка та Джессі Джеймса | The Last Days of Frank and Jesse James                              | Сата Гайт                                                       |
| 1986      | с  |                                      | Another World                                                       | Таня (1986)                                                     |
| 1985      | в  |                                      | Stephen King's Golden Tales                                         | Марі Олкот (розділ «Дивне кохання»)                             |
| 1985      | тф |                                      | Brass                                                               | Вікторія Вілліс                                                 |
| 1984      | с  |                                      | The Edge of Night                                                   | Ліз Коррел (1 епізод)                                           |

## Нагороди та номінації
| Премія                                 | Рік  | Категорія                                               | Робота                     | Результат | Ref.  |
| -------------------------------------- | ---- | ------------------------------------------------------- | -------------------------- | --------- | ----- |
| Золотий глобус                         | 2005 | Найкраща жіноча роль у телесеріалі — комедія або мюзикл | Відчайдушні домогосподарки | Номінація | [ 4 ] |
| Золотий глобус                         | 2006 | Найкраща жіноча роль у телесеріалі — комедія або мюзикл | Відчайдушні домогосподарки | Номінація | [ 4 ] |
| Золотий глобус                         | 2007 | Найкраща жіноча роль у телесеріалі — комедія або мюзикл | Відчайдушні домогосподарки | Номінація | [ 4 ] |
| Еммі                                   | 2005 | Найкраща жіноча роль у комедійному телесеріалі          | Відчайдушні домогосподарки | Номінація | [ 4 ] |
| Супутник                               | 2005 | Найкраща жіноча роль у телесеріалі — комедія або мюзикл | Відчайдушні домогосподарки | Номінація | [ 4 ] |
| Супутник                               | 2006 | Найкраща жіноча роль у телесеріалі — комедія або мюзикл | Відчайдушні домогосподарки | Перемога  | [ 4 ] |
| Премія Гільдії кіноакторів             | 2005 | Найкращий акторський склад у комедійному серіалі        | Відчайдушні домогосподарки | Перемога  | [ 4 ] |
| Премія Гільдії кіноакторів             | 2006 | Найкращий акторський склад у комедійному серіалі        | Відчайдушні домогосподарки | Перемога  | [ 4 ] |
| Премія Гільдії кіноакторів             | 2007 | Найкращий акторський склад у комедійному серіалі        | Відчайдушні домогосподарки | Номінація | [ 4 ] |
| Премія Гільдії кіноакторів             | 2008 | Найкращий акторський склад у комедійному серіалі        | Відчайдушні домогосподарки | Номінація | [ 4 ] |
| Премія Гільдії кіноакторів             | 2009 | Найкращий акторський склад у комедійному серіалі        | Відчайдушні домогосподарки | Номінація | [ 4 ] |
| Премія Асоціації телевізійних критиків | 2005 | Індивідуальні досягнення в комедії                      | Відчайдушні домогосподарки | Номінація | [ 4 ] |